# جيرمان هنري هيس
هو «جيرمان هنري هيس» (جيرمان هنري هيس) ولد في السابع من اغسطس من العام 1802 للميلاد. وهو كيميائي روسي الاصل، مولود في سويسرا، وهو طبيب، وهو الذي صاغ «قانون هس» إحدى قوانين الكيمياء الحرارية. توفي عام 1850 للميلاد عن عمر ناهز 48 عاما.

## بداية حياته
ولد في جنيف، سويسرا، كان والده فنانا وعندما كان في الثالثة من عمره انتقلت عائلته إلى روسيا للعثور على عمل. ابتداء من عام 1822، درس «هيس» الطب في جامعة «تارتو» في استونيا. وتأهل كطبيب في عام 1825.
بدأ «هيس» دراسته للكيمياء بعد أن التقى بـ «يونس ياكوب بيرسيليوس» الكيميائي السويدي الشهير، وذهب إلى جامعة «ستوكهولم» في السويد لدراسة الكيمياء على يده.
عند عودته إلى روسيا، انضم هيس إلى رحلة استكشافية ليقوم بدراسة جيولوجية في جبال الأورال، وبعد ذلك قام بإنشاء عيادة طبية في «إيركوتسك».

## اسهاماته في الكيمياء
في عام 1830، تفرغ «هيس» تماما للبحث والتدريس في الكيمياء، وأصبح فيما بعد أستاذا في معهد «سانت بطرسبرغ التكنولوجية». وفي عام 1840م نشر بحثه الأكثر شهرة، الذي أعد فيه إحدى قوانين الكيمياء الحرارية. وقانونه هذا هو سلف القانون الأول للديناميكا الحرارية، الذي سمي بـ«قانون هس». وينص على أنه: في سلسلة من التفاعلات الكيميائية، فإن مجموع الطاقة المكتسبة أو المفقودة يعتمد فقط على التفاعلات الأولية والنهائية، بغض النظر عن عدد أو مسار التفاعلات.

## دراساته الأخرى ونهاية مسيرته
من الأعمال كذلك التي اهتم بها «هيس» هي التحليل والتدقيق في المعادن، بما في ذلك تحليله لـ تيلوريد الفضة (Ag2Te)، الذي سمي معدن الهيسيت "hissite" تكريما له. اكتشف أيضا أن أكسدة الجلوكوز تنتج الحامض السكري «حمض الجلوكوز».
وكان هيس قد ألف كتاب مرجعي عن الكيمياء الذي ظل يُدَرس في روسيا لعدة عقود. توفي «هيس» في سان بطرسبرج في عام 1850م عن عمر ناهز الـ 48 عاماً.

## روابط خارجية
- مقالات تستعمل روابط فنية بلا صلة مع ويكي بيانات